# 천의치평
천의치평(天儀治平)은 서하 숭종(西夏 崇宗) 이건순(李乾順)의 치세에 쓰던 연호이다.

## 연대 대조표
| 천의치평   | 원년            | 2년            | 3년            | 4년            |
| 서기(西紀) | 1086년          | 1087년         | 1088년         | 1089년         |
| 간지(干支) | 병인(丙寅)      | 정묘(丁卯)     | 무진(戊辰)     | 기사(己巳)     |
| 북송(北宋) | 원우(元祐) 원년 | 원우(元祐) 2년 | 원우(元祐) 3년 | 원우(元祐) 4년 |

## 동시대 연호
| 이전 연호 천안예정(天安禮定) | 중국의 연호 서하(西夏) | 다음 연호 천우민안(天祐民安) |